# Omar Rudberg
Omar Josúe Rudberg, ursprungligen González, född 12 november 1998 i Anaco i Venezuela, är en svensk sångare och skådespelare.

## Biografi
Rudberg föddes i Venezuela som son till Wilnur González och flyttade till Sverige vid sex års ålder, där han växte upp i Kungsbacka. Hans efternamn är taget från hans styvfar. 
Han deltog i Talang 2010. Han var medlem i pojkbandet FO&O mellan 2013 och 2017. Bandet deltog i Melodifestivalen 2017 med FO&O med låten "Gotta Thing About You". År 2017 meddelade bandet att de skulle gå skilda vägar.
Rudberg inledde sin solokarriär 2018 med singeln "Que pasa" där den svenske rapparen Lamix var med. Han deltog i Melodifestivalen 2019 med låten "Om om och om igen" i tredje deltävlingen där han kom på sjätte plats. Han medverkade även i den första deltävlingen av Melodifestivalen 2022 med bidraget "Moving Like That", som åkte ut med en femteplats.
Rudberg har medverkat i Coca-Colas reklamkampanj med låten ”Alla ba ouff”.
År 2021 släpptes Netflix-serien Young Royals, där Rudberg spelar en av huvudrollerna som Simon. Han spelade rollen i seriens samtliga tre säsonger. Rollen väckte stor uppmärksamhet och Rudberg fick en internationell publik. År 2023 medverkade han i skräckfilmen Karusell som utspelar sig på Liseberg.
År 2022 släppte han debutalbumet OMR. År 2023 medverkade han i underhållningsprogrammet Så mycket bättre på TV4. Följande år släppte han sitt andra album Every Night Fantasy. Rudberg vann två av fyra nominerade Rockbjörnar 2024: Årets svenska låt med "Red Light" och Årets Gröna Lund live akt.